# Kocioł Czarnego Stawu Gąsienicowego

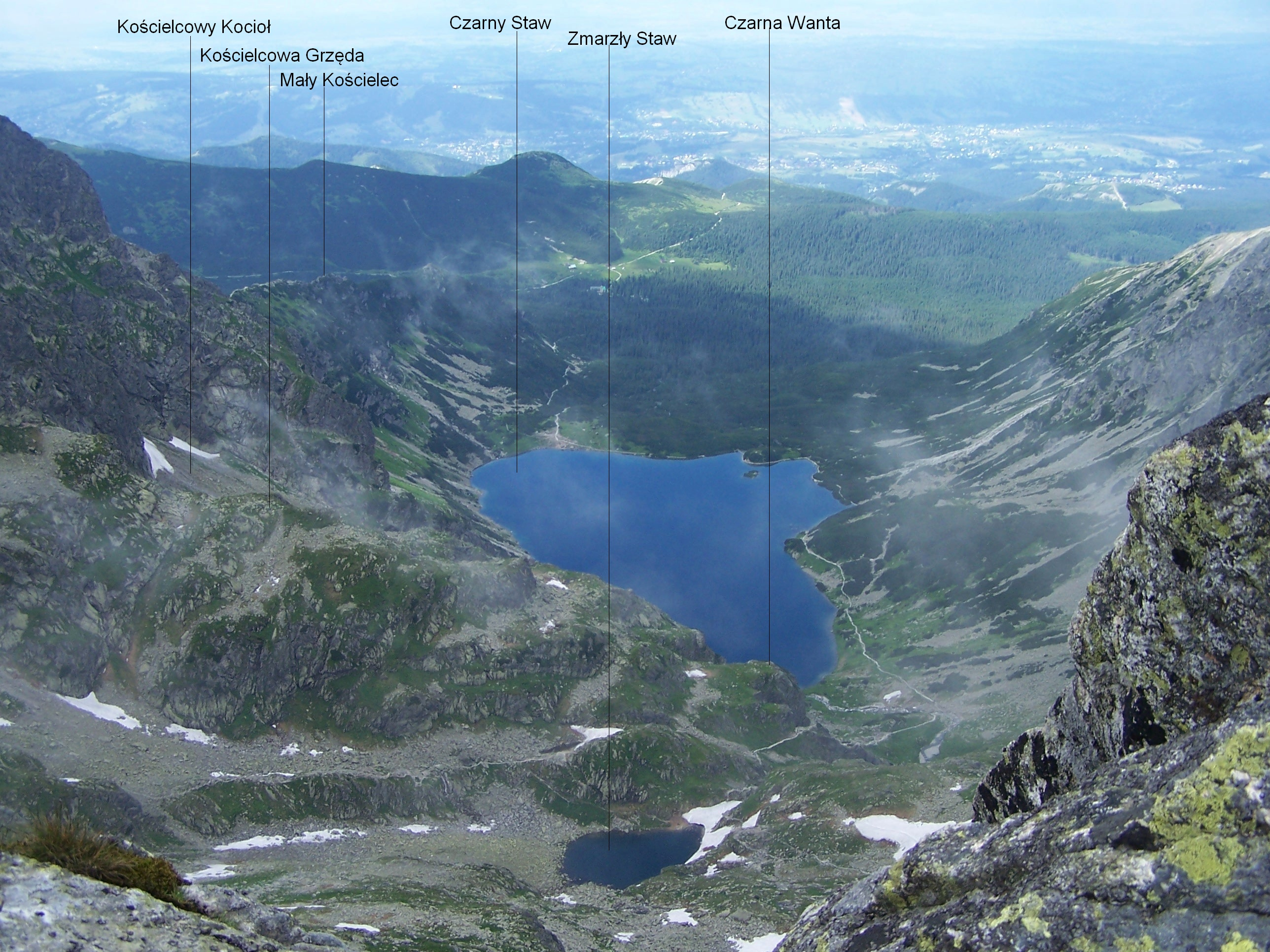
Widok z Orlej Perci na kotły Zmarzłego Stawu i Czarnego Stawu

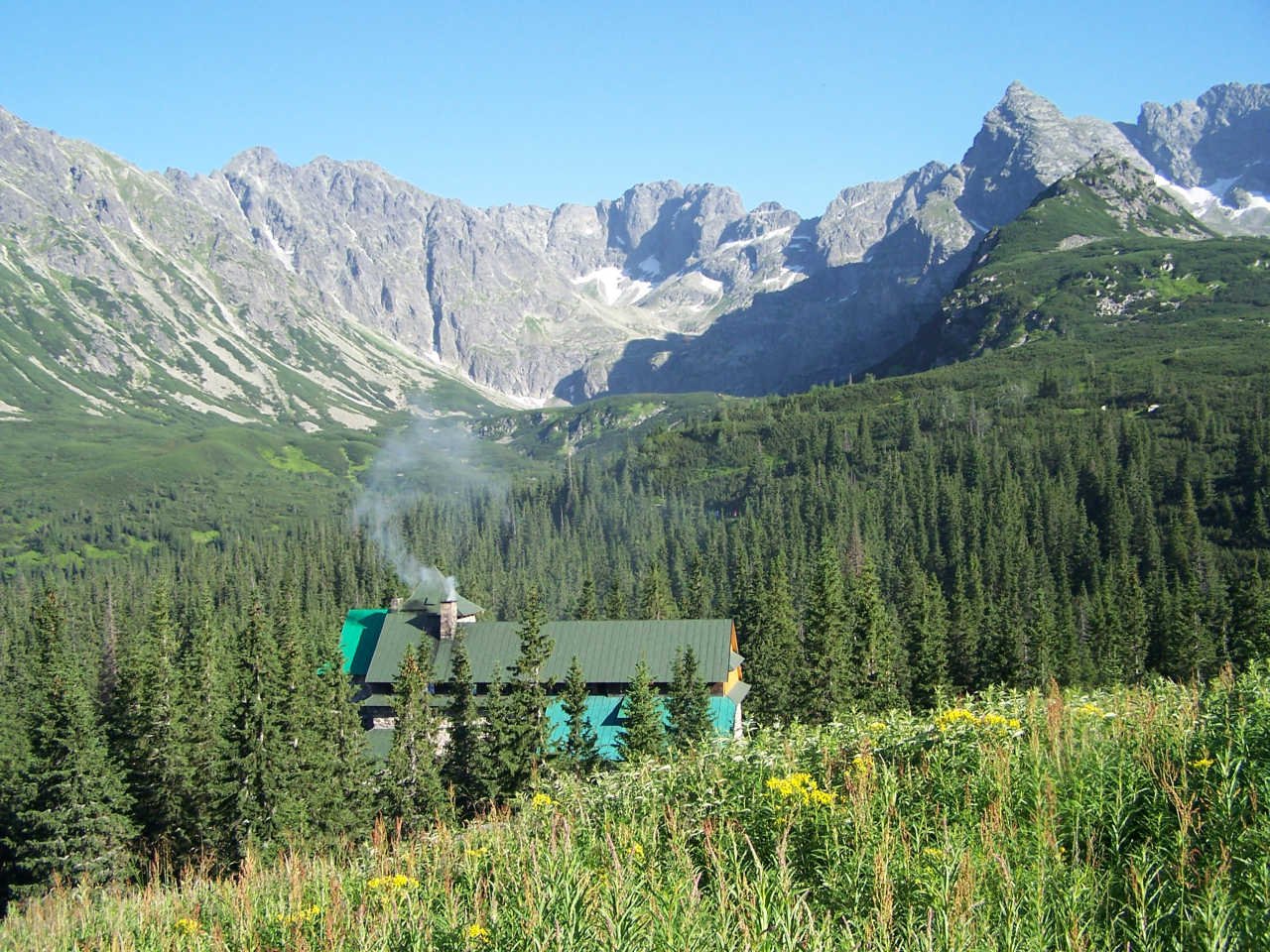
Kocioł Czarnego Stawu w dolinie zawieszonej powyżej schroniska PTTK „Murowaniec”

Kocioł Czarnego Stawu Gąsienicowego – kocioł lodowcowy w Dolinie Gąsienicowej w polskich Tatrach Wysokich. Znajduje się w środkowej części jej odnogi zwanej Doliną Czarną Gąsienicową, powyżej Lasu Gąsienicowego, a poniżej Kotła Zmarzłego Stawu. W typowy dla kotłów lodowcowych sposób z trzech stron otoczony jest mniej lub bardziej stromymi skalnymi ścianami. Jego obramowanie tworzą:
- od zachodu – Grań Kościelców na odcinku od Małego Kościelca po Kościelec (2155 m)
- od południa – wschodnia grzęda Kościelca, dolna część południowo-zachodniej grzędy Zadniego Granatu (2240 m) i północna ściana Granatów
- od wschodu – północna grań Skrajnego Granatu[1].

Od północy wylot kotła zagradza morena czołowa. Na dnie kotła znajduje się Czarny Staw Gąsienicowy mający lustro wody na wysokości 1624 m. Kocioł jest położony na progu skalnym około 200 m powyżej dna głównego ciągu Doliny Gąsienicowej (górna część Doliny Suchej Wody). Tatry były trzykrotnie zlodowacone. Lodowce w głównych dolinach z powodu większej powierzchni były większe od lodowców w bocznych dolinach, głębiej więc żłobiły dno doliny, a spływając w dół, podcinały brzegi dolin bocznych, tworząc progi skalne. Jęzor głównego lodowca zalegającego Dolinę Suchej Wody Gąsienicowej sięgał po Toporową Cyrhlę. Kocioł Czarnego Stawu jest jedną z kilku tzw. dolin zawieszonych powyżej głównego lodowca tej doliny.
Ze ścian otaczających Kocioł Czarnego Stawu opada kilka żlebów. Najwybitniejsze z nich to Żleb Zaruskiego, żleb spod Karbu, Żleb Drège’a, Żleb Staniszewskiego oraz kilka bezimiennych żlebów z Żółtej Turni. We wznoszącym się od południowej strony progu oddzielającym Czarny Staw od Kotła Zmarzłego Stawu po lewej (patrząc od dołu) stronie wyżłobione jest koryto niewielkiego potoku, którym spływa woda ze Zmarzłego Stawu. Środkowa część tego koryta to Mały Zawrat.
W Kotle Czarnego Stawu Gąsienicowego wśród roślinek wierzby zielnej w 1978 r. podano jedyne w Polsce (do 2023 r.) stanowisko grzyba mleczaja karłowatego.

## Szlaki turystyczne
Przez Kocioł Zmarzłego Stawu prowadzi niebieski szlak turystyczny i mają w nim początek dwa inne szlaki.
 – wzdłuż wschodniego brzegu przebiega trasa szlaku turystycznego z Hali Gąsienicowej na Zawrat.
- Czas przejścia z „Murowańca” nad Czarny Staw: 30 min, ↓ 20 min
- Czas przejścia znad Czarnego Stawu na Zawrat: 1:50 h, ↓ 1:20 h

 – na wschodnim brzegu jeziora od niebieskiego szlaku odchodzi żółty szlak na Skrajny Granat. Czas przejścia: 1:45 h, ↓ 1:20 h
 – przy północnym brzegu jeziora odchodzi czarny szlak na Mały Kościelec i dalej na przełęcz Karb oraz Kościelec. Czas przejścia na Karb: 40 min, ↓ 30 min.